# Marie-Luce Waldmeier
Marie-Luce Waldmeier (Ambilly, 1º luglio 1960) è un'ex sciatrice alpina francese.

## Biografia
Discesista pura, Marie-Luce Waldmeier ottenne il primo risultato di rilievo in Coppa del Mondo il 12 gennaio 1979 a Les Diablerets (10ª) e l'anno dopo ai XIII Giochi olimpici invernali di Lake Placid 1980, sua prima presenza olimpica, si classificò al 16º posto; ai Mondiali di Schladming 1982 si piazzò  12ª e il 21 gennaio 1983 conquistò il primo podio in Coppa del Mondo chiudendo 3ª Megève, alle spalle della svizzera Maria Walliser e della statunitense Maria Maricich. 20ª nella discesa libera ai XIV Giochi olimpici invernali di Sarajevo 1984, sua ultima presenza olimpica, ottenne l'ultimo piazzamento della sua attività agonistica, nonché secondo e ultimo podio in Coppa del Mondo, il 3 marzo dello stesso a Mont-Sainte-Anne, arrivando 2ª nella gara vinta da Holly Flanders.

## Palmarès

### Coppa del Mondo
- Miglior piazzamento in classifica generale: 36ª nel 1981
- 2 podi (entrambi in discesa libera):
  - 1 secondo posto
  - 1 terzo posto

### Campionati francesi
- 2 medaglie (dati parziali, dalla stagione 1979-1980):
  - 2 ori (discesa libera[senza fonte] nel 1980; discesa libera[senza fonte] nel 1983)